# Маркграфский, Андрей Николаевич
Андрей Николаевич Маркграфский (17 (29) августа 1849 — 20 июля (2 августа) 1906, Отвоцк) — русский жандармский генерал.

## Биография
Из дворян Полтавской губернии. Воспитывался в Петровской Полтавской военной гимназии. В службу вступил 17 августа 1867 юнкером в 1-е военное Павловское училище, с 4 ноября 1868 портупей-юнкер. Окончил училище по 1-му разряду, 12 июня 1869 выпущен подпоручиком в Пензенский 121-й пехотный полк. Поручик (28.06.1871), штабс-капитан (1.07.1875).
14 июля 1878 переведён с чином поручика гвардии в лейб-гвардии резервный пехотный полк; 5 ноября 1878 переведён в лейб-гвардии Литовский полк. С 13 января по 13 июня 1881 находился в командировке в Петербурге в распоряжении Главного штаба для пользования источниками архива Главного штаба с целью составления истории Литовского полка.
Перешёл на службу в Отдельный корпус жандармов с переименованием в штабс-капитаны армии (19.11.1884) и назначением на должность старшего адъютанта управления Варшавского жандармского округа. Ротмистр (24.03.1885, за отличие по службе). С 1 июня 1890 правитель дел при том же управлении. Подполковник (26.02.1892, за отличие по службе), полковник (14.05.1896, за отличие по службе).
9 февраля 1897 назначен начальником канцелярии помощника Варшавского генерал-губернатора по полицейской части. В августе 1897 Николай II во время посещения Варшавы пожаловал Маркграфскому золотой портсигар с сапфиром и с изображением Государственного герба, украшенного бриллиантами.
Во время революции 1905—1907 годов стал жертвой террористов. 20 июля 1906 генерал с женой, шестилетним сыном и трёхлетней дочерью прибыл на поезде из Варшавы в Отвоцк, откуда в экипаже отправился на свою виллу, находившуюся в полуверсте от станции. По дороге он попал в засаду, оказавшись под огнём десяти неизвестных боевиков. Две пули попали генералу в голову, и он умер на месте. Раненый сын был доставлен на виллу, где вскоре скончался. Также получил ранение кучер.
Андрей Маркграфский с сыном Николаем погребены на Варшавском православном кладбище.

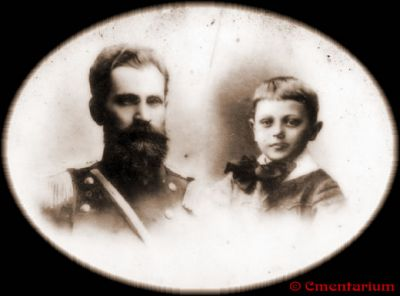
Генерал Макркграфский с сыном Николаем. Варшавское православное кладбище

## Семья
Жена: Анна Семёновна Плетнёва, дочь священника
Дети:
- Николай (ум. в июле 1906)
- дочь

## Награды
- Орден Святого Станислава 3-й ст. (26.01.1876)
- Орден Святой Анны 3-й ст. (30.08.1880)
- Орден Святого Станислава 2-й ст. (1.04.1890)
- Орден Святой Анны 2-й ст. (2.04.1895)
- Медаль «В память царствования императора Александра III» (1896)
- Медаль «В память коронации Императора Николая II»
- Орден Святого Владимира 4-й ст. (6.12.1899)
- Орден Святого Владимира 3-й ст. (6.12.1902)

Иностранные:
- Командор австрийского ордена Франца Иосифа (28.11.1897)
- Командор ордена Короны Румынии (15.02.1899)
- Персидский орден Льва и Солнца 2-й степени со звездой (27.06.1901)

## Сочинения
- История Лейб-гвардии Литовского полка. — Варшава, 1887
- Сборник статей по Польскому вопросу. Вып. первый. — Варшава, 1895